# Lachnella disseminata
Lachnella disseminata är en svampart som beskrevs av Agerer 1983. Lachnella disseminata ingår i släktet Lachnella och familjen Niaceae.   Inga underarter finns listade i Catalogue of Life.